# Función técnica
Una función técnica es el pasaje, mediante un dispositivo apropiado, de un conjunto dado de estados iniciales de un sistema, al conjunto deseado de estados finales. Por ejemplo, si el sistema es "una fuente de agua", su estado inicial es "impura", la "función de purificación del agua" es la transformación del agua de la fuente para que su estado final sea "agua pura en el grado deseado".
La realización de la función requiere de un dispositivo capaz de efectuar la transición del estado inicial al final. Para el concepto de función técnica no importa la manera especificada en que se logra esa transición, sino la transición misma. En el ejemplo dado, el dispositivo es "un sistema de purificación de agua" que puede realizarse de muchas maneras: sistema de filtros, agregado de sustancias químicas que precipiten las impurezas en suspensión, evaporación del agua, etcétera. Cualquiera que sea el dispositivo elegido (que depende de las características de la fuente, costos admisibles, grado de pureza deseado) la función es la misma, aunque tal vez el rango de pureza final (la total es imposible de conseguir) varíe.
El concepto de función usado en tecnología es el mismo que el usado en fisiología al retransmitirse órgano". La única diferencia es que en el caso tecnológico la función técnica la realiza un artefacto, mientras que en el fisiológico la realiza un órgano o un sistema de órganos como el sistema circulatorio.